# 西班牙会堂 (布拉格)
西班牙会堂是一座摩尔复兴式的犹太会堂，位于捷克首都布拉格，建于1868年，Vojtěch Ignátz Ullmann设计。立面模仿了奥地利维也纳1853年兴建的利奥波德城会堂，分为三部分，中间抬高，两翼较低，中部的顶部设有一对圆顶角楼。

第二次世界大战期间，德国人将这座建筑改为夺取的犹太人财产的仓库。1990年代后期进行了修复。这座建筑由布拉格犹太博物馆所有，用作博物馆和音乐厅。
这座犹太会堂虽然名为西班牙会堂，却从来没有被西班牙犹太人或塞法迪犹太人使用，事实上是早期犹太教改革派会堂。会堂如此命名有2个原因：
1. 摩尔建筑风格暗示着西班牙犹太文化的黄金时代。
2. 这座犹太会堂兴建在该市最古老的犹太会堂的原址，原来可能由拜占庭犹太人使用。

## 图片

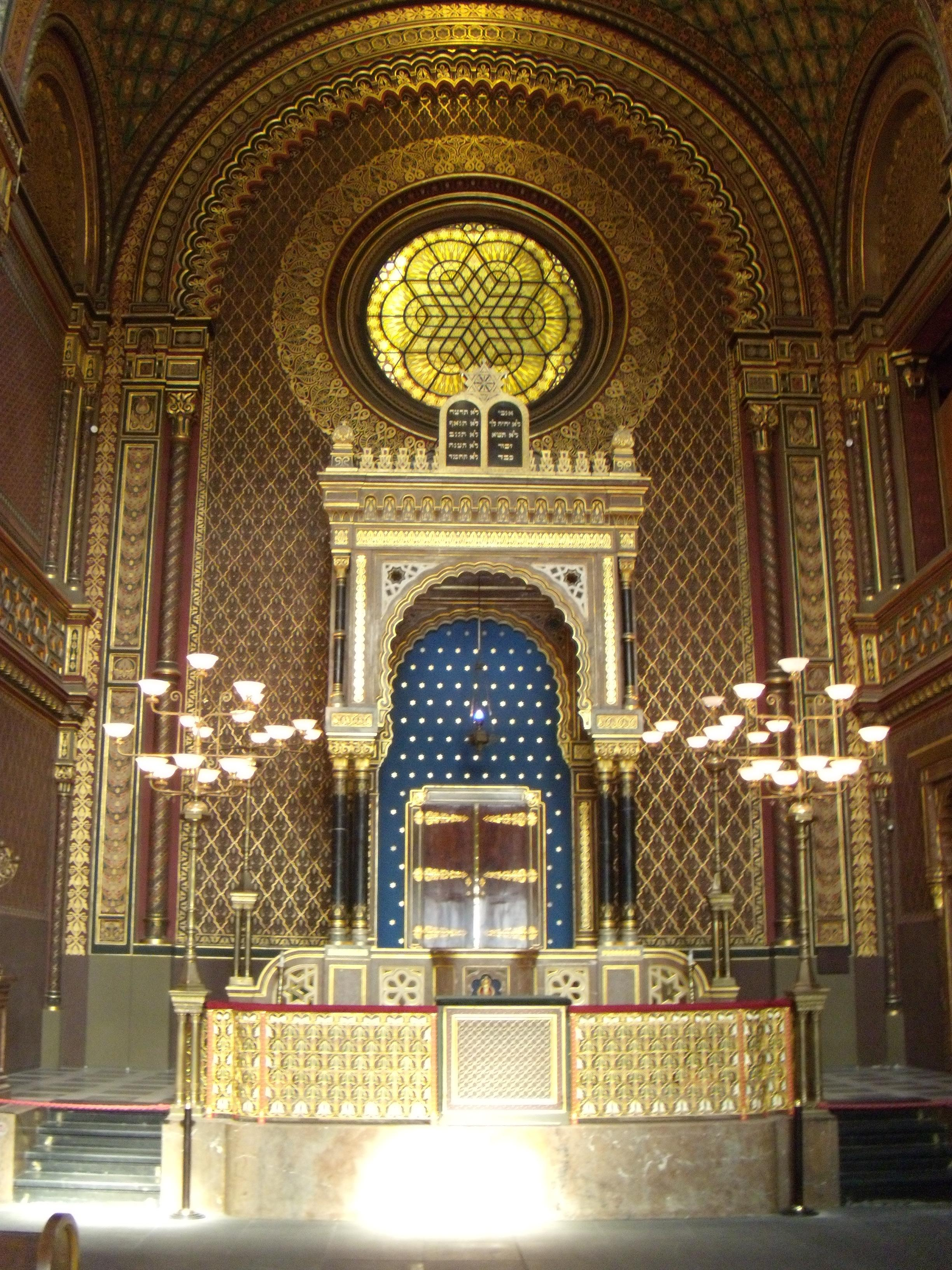
约柜和 bimah
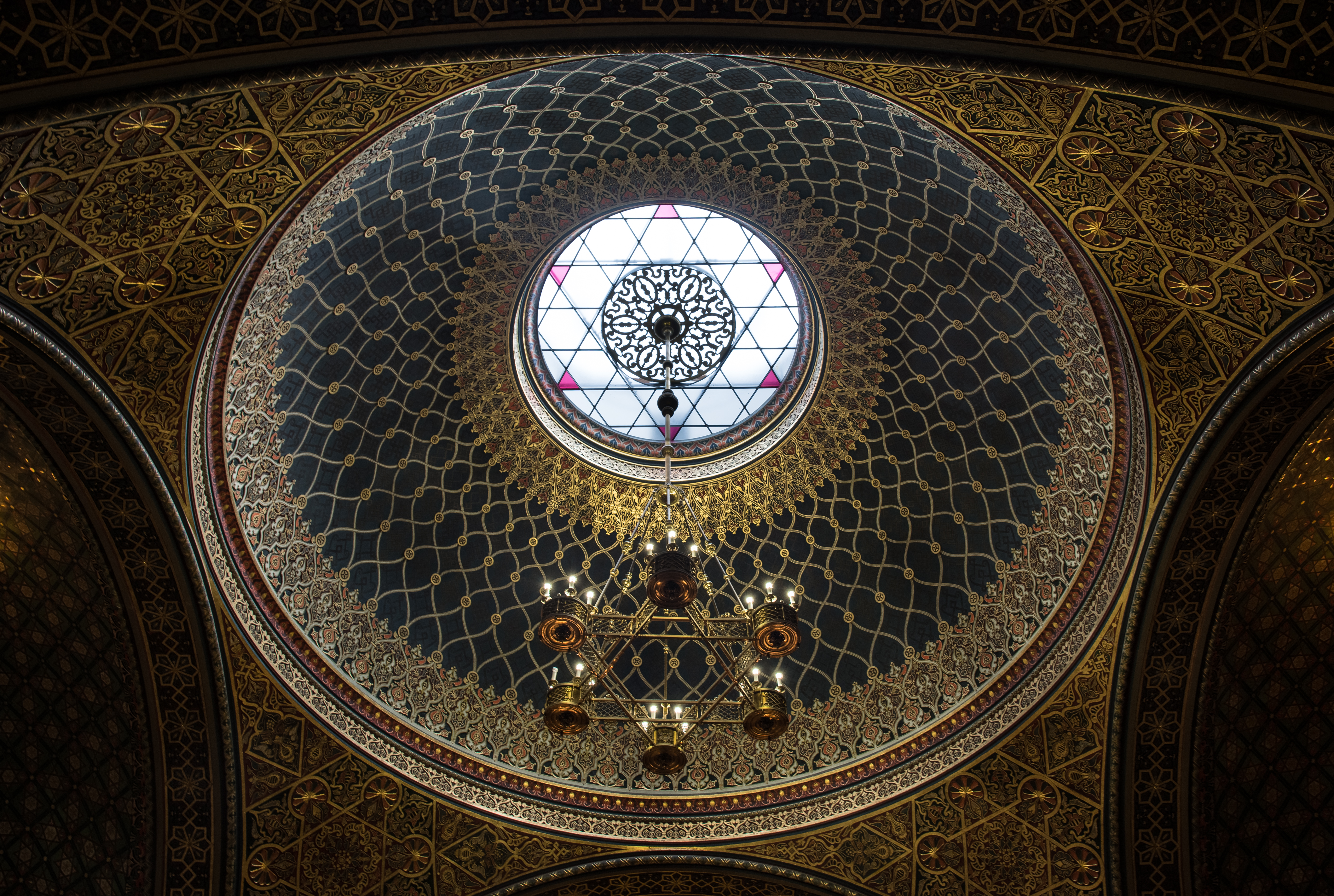
圆顶
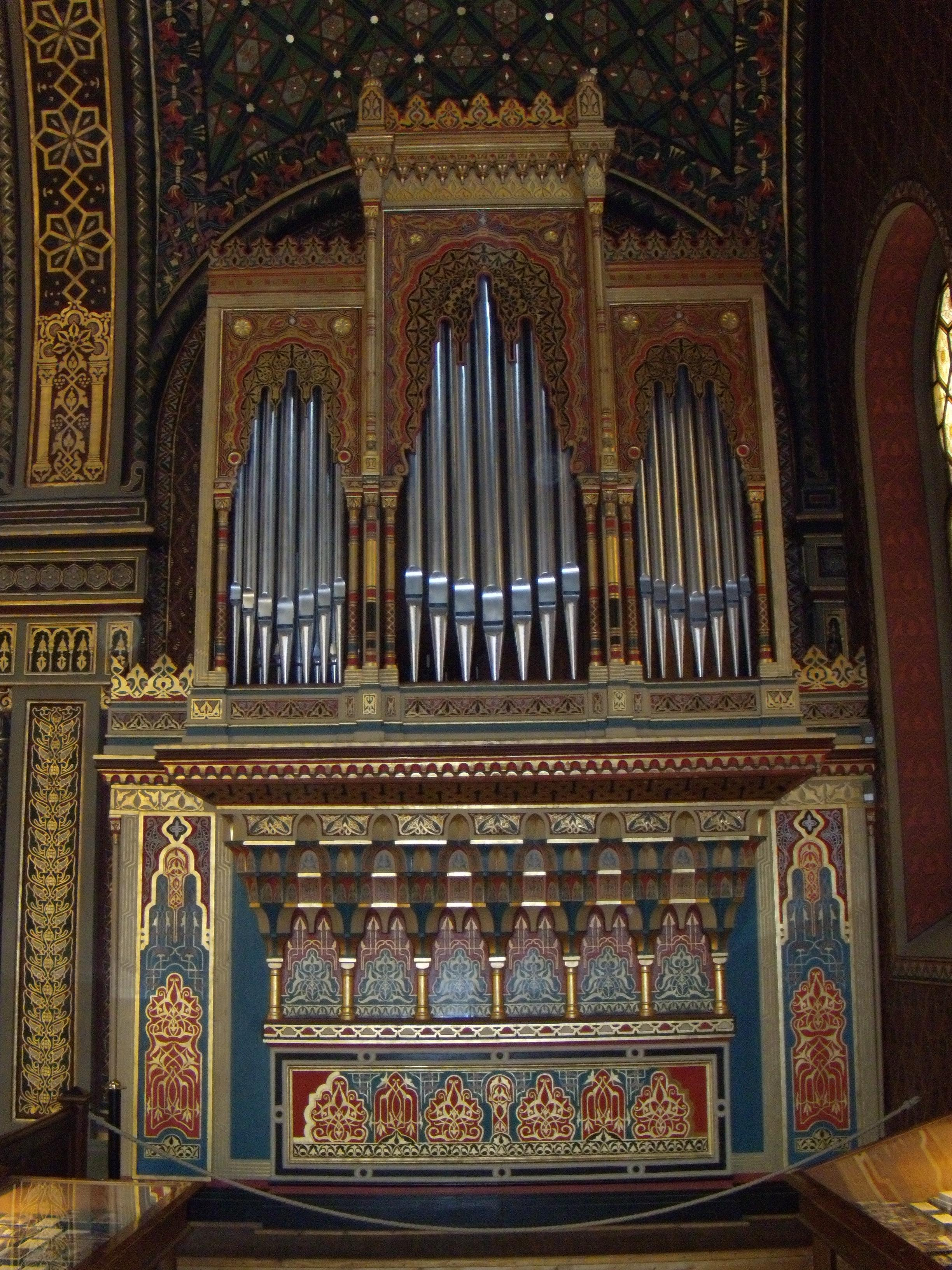
风琴